# Attalister daguerrei
Attalister daguerrei är en skalbaggsart som beskrevs av Bruch 1937. Attalister daguerrei ingår i släktet Attalister och familjen stumpbaggar. Inga underarter finns listade i Catalogue of Life.